# Transporte na Bolívia

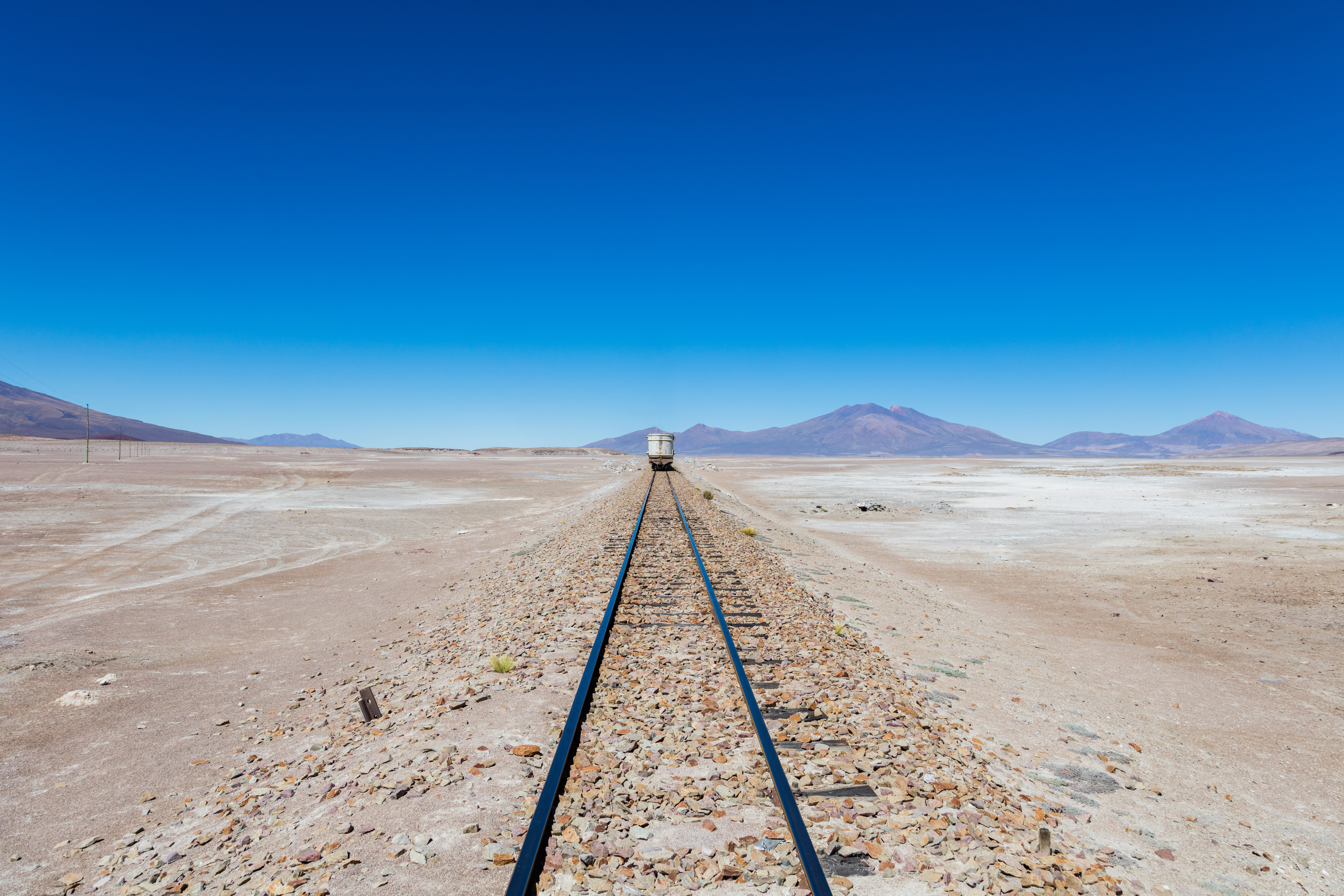
Trem da FCA no trajecto Ollagüe-Uyuni, Bolívia.

A Bolívia está interligada por meio de uma rede viária, ferroviária, aérea e fluvial. O acesso a portos no mar é também um tema de vital importância para a economia boliviana.

## Rede terrestre

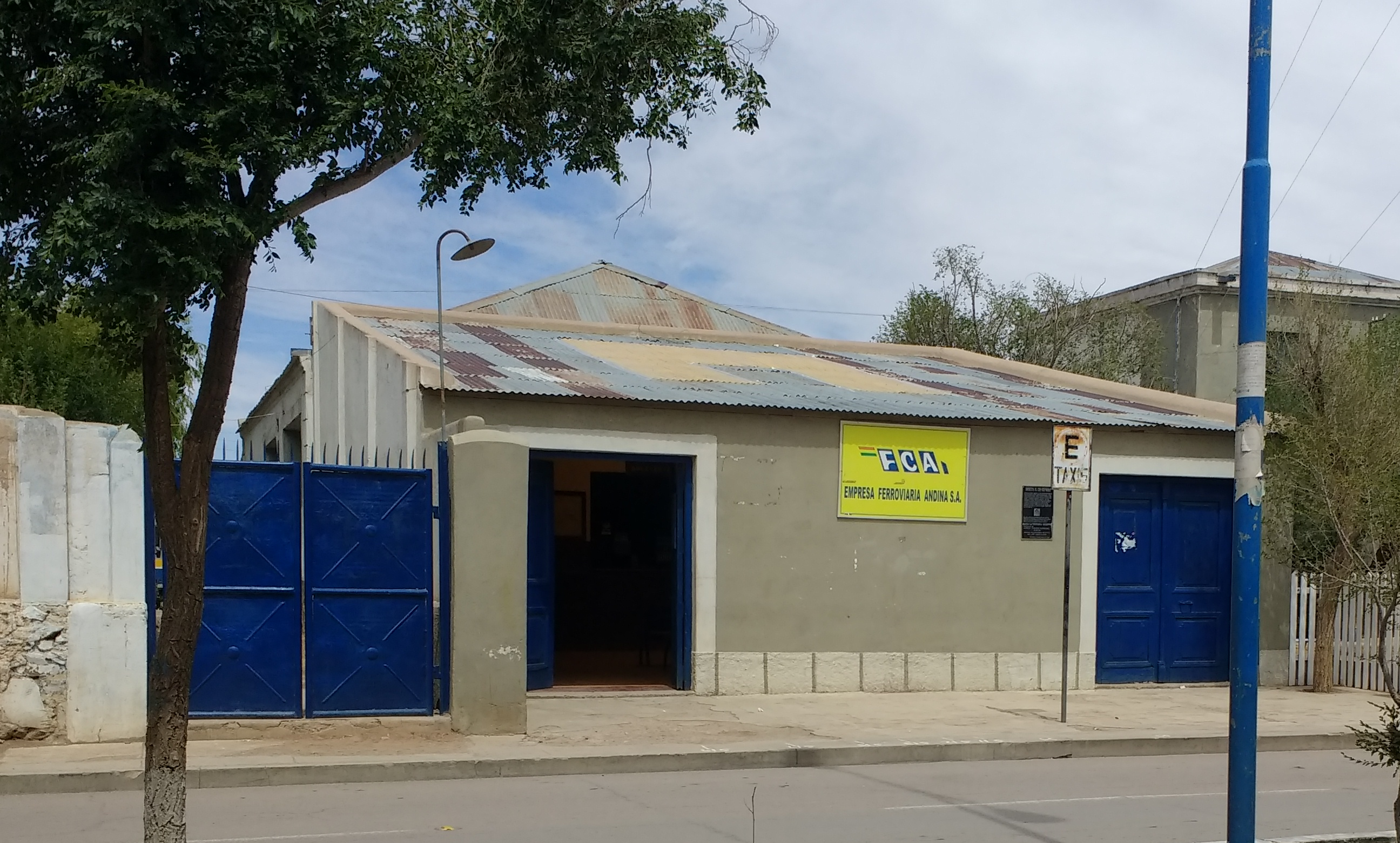
Estação de trens de Villazón

### Ferroviária
A Bolívia conta com um sistema ferroviário dividido em duas redes
- A Rede Oriental (FCO) com 1.244 km, que se liga ao Brasil e à Argentina.
- A Rede Ocidental (FCA) com 2.318 km, que se liga ao Chile e à Argentina.

### Estradas

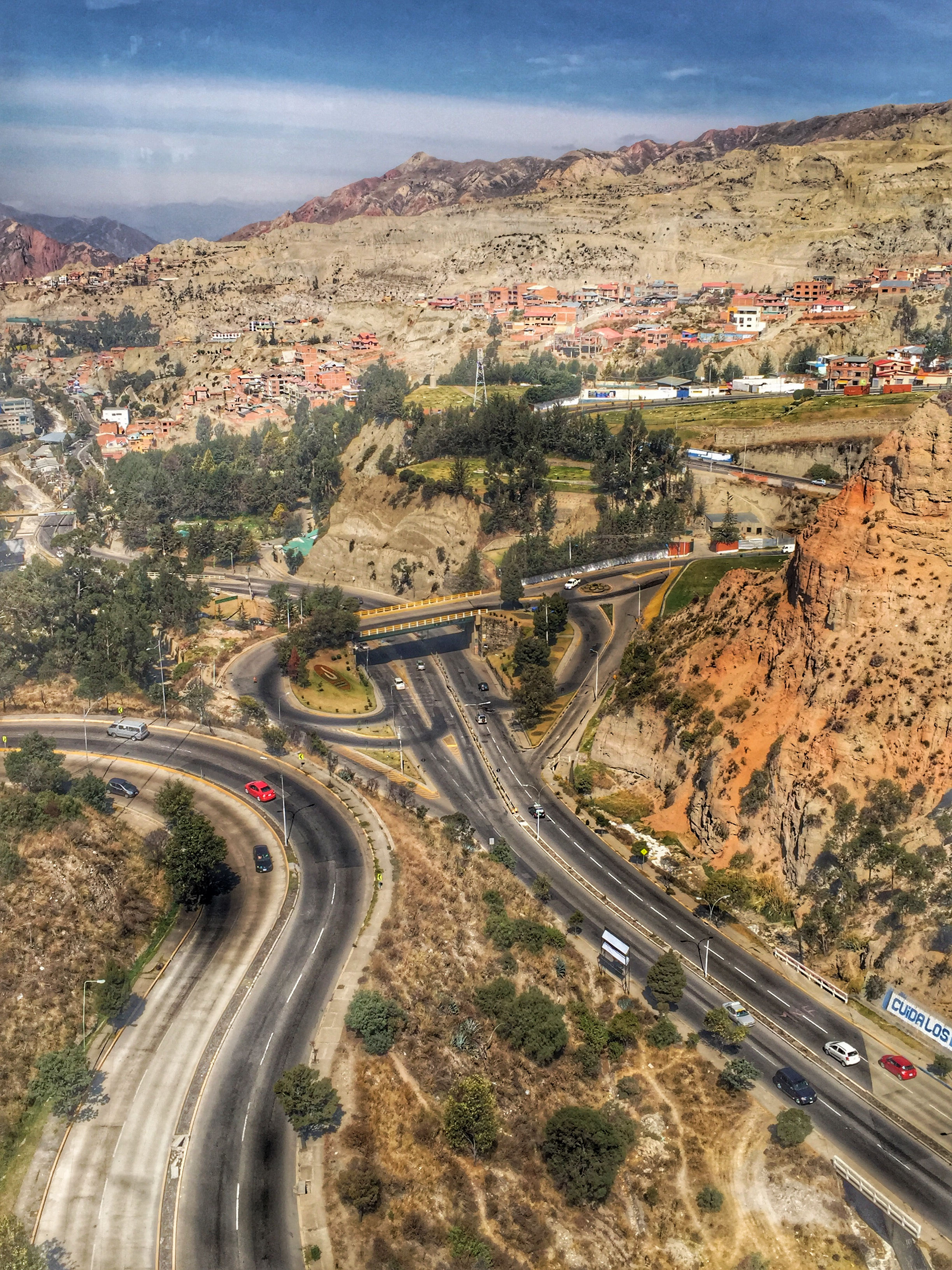
Avenida Kantutani, em La Paz.

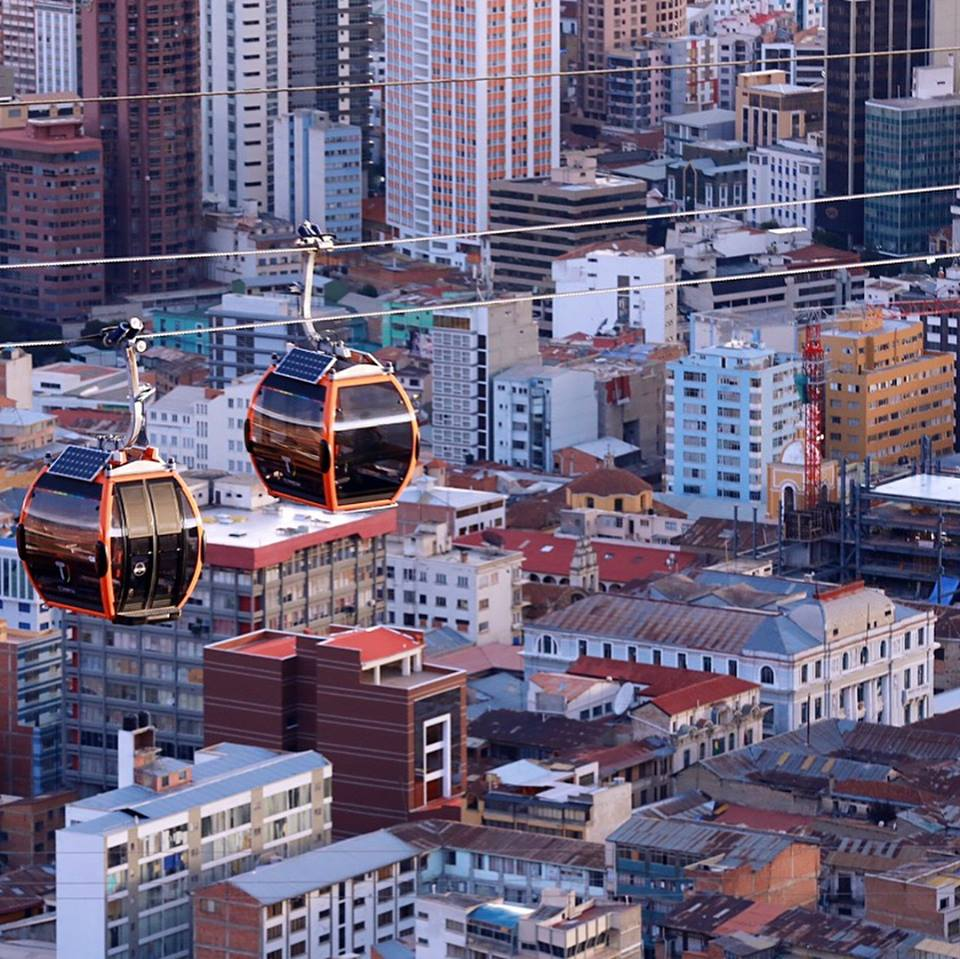
Sistema de teleféricos de La Paz

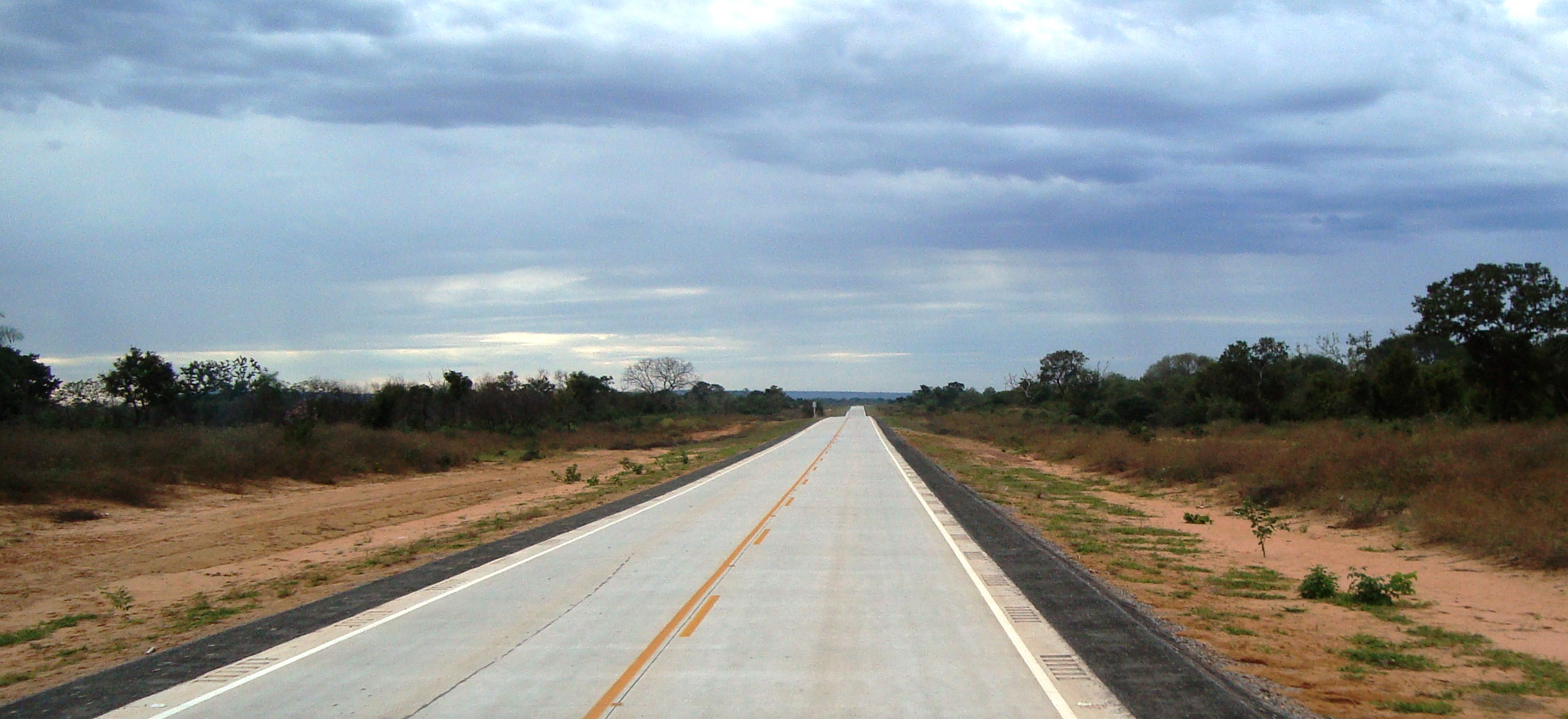
Estrada na Bolívia

A Bolívia conta com quase 70.000 km de estradas, sendo que cerca de 10.000 km são pavimentados (em 2010), ademais conta com um ramal da Panamericana que cruza todo o altiplano, se ligando com os países limítrofes. Na Bolívia é possível resumir que só as cidades do Eixo central (La Paz, Cochabamba e Santa Cruz) e algumas outras cidades importantes, se encontram integradas por estruturas vias asfaltadas. No resto do território existem estradas de terra ou cascalho. Mas compensando esta deficiência, conta-se com uma ampla rede de voos nacionais, ligando as diferentes cidades e localidades mais longínquas. A Estrada do Pacífico passa por Cobija.

## Transporte aéreo
Há catorze aeroportos internacionais no país, os mais importantes são:
- Aeroporto Internacional Viru Viru
- Aeroporto Internacional El Alto
- Aeroporto Internacional Jorge Wilstermann

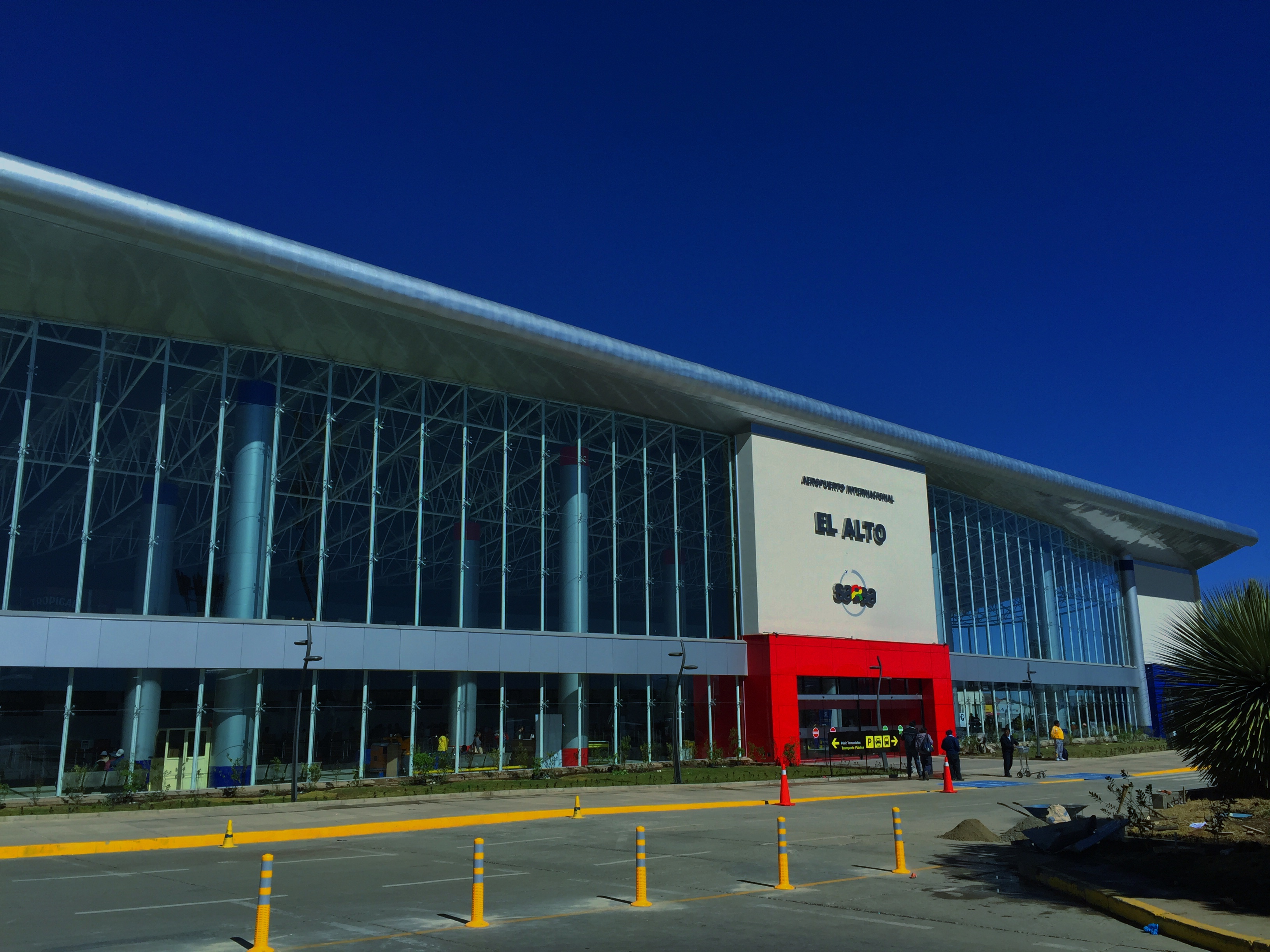
Aeroporto Internacional El Alto

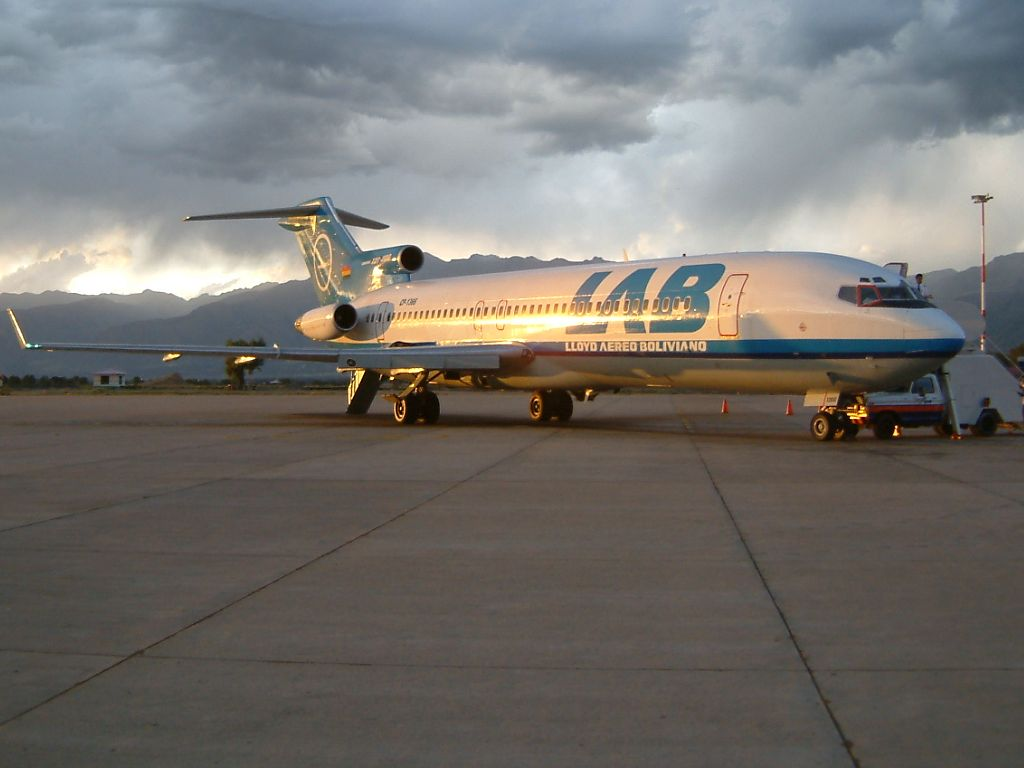
LAB Boeing 727-200 (CP-1366)

Algumas das companhia áreas que atuam na Bolívia são:

### Nacionais
- Boliviana de Aviación (BoA) (Nacionais)
- Transporte Aéreo Militar (TAM)
- Aerocon
- Amaszonas

### Estrangeiras
- American Airlines
- Aerolíneas Argentinas
- LAN Chile
- Golo Linhas Aéreas
- TACA
- Lan Peru
- Avianca
- TAM Airlines
- Sky Airlines
- Copa Airlines

## Rede fluvial
Com mais de 14.000 km de rios navegáveis e uma série de portos marítimos situados nos diversos países com os que tem convênios, como o Peru e o Chile no Oceano Pacífico, e a Argentina, o Brasil e o Paraguai com a hidrovia Paraguai-Paraná com saída para o Oceano Atlântico. Deve-se destacar que no 2004 o governo boliviano começou as obras da construção de um porto para exportar ao exterior, o Porto Busch, no Rio Paraguai. Mais ao norte, em Porto Suárez, Porto Aguirre e Porto Tamengo ou Gravetal, (que estão conectados ao rio Paraguai via o Canal Tamengo que atravessa parte do Brasil) navegam barcos de tamanho médio.
Desde 2004 a metade das exportações bolivianas são escoadas através do rio Paraguai. Quando o Porto Busch estiver concluído, barcos maiores poderão mover cargas da e para a Bolívia, o que resultará em um aumento da competitividade do país, que não precisará recorrer a portos estrangeiros, principalmente no Peru e no Chile. 

## Portos

### Portos no Pacífico
Arica e Antofagasta são portos habilitados para o livre trânsito da Bolívia, conforme o Tratado de Paz e Amizade entre o Chile e a Bolívia de 1904. O porto de Iquique está a caminho de ser habilitade. Quase 60% do comércio exterior da Bolívia é realizado através dos portos do norte do Chile, com Arica sendo a principal porta de entrada para o comércio exterior da Bolívia.

### Portos francos
A Bolívia também possui portos francos na Argentina, Paraguai e Uruguai, que são pouco utilizados devido à falta de infraestrutura.
- Porto de Rosário na Argentina, em 1969, a utilização deste porto foi concedida à Bolívia e foi concedida uma área livre de 54.667 m², mas é pouco utilizado.
- Porto Casado e Porto Villeta no Paraguai, no Tratado de Paz de 1938 entre a Bolívia e o Paraguai estabeleceu-se que o último garante o livre trânsito e área livre.
- Porto de Montevideo em Uruguai.